# كسوف الشمس 15 يناير 2010

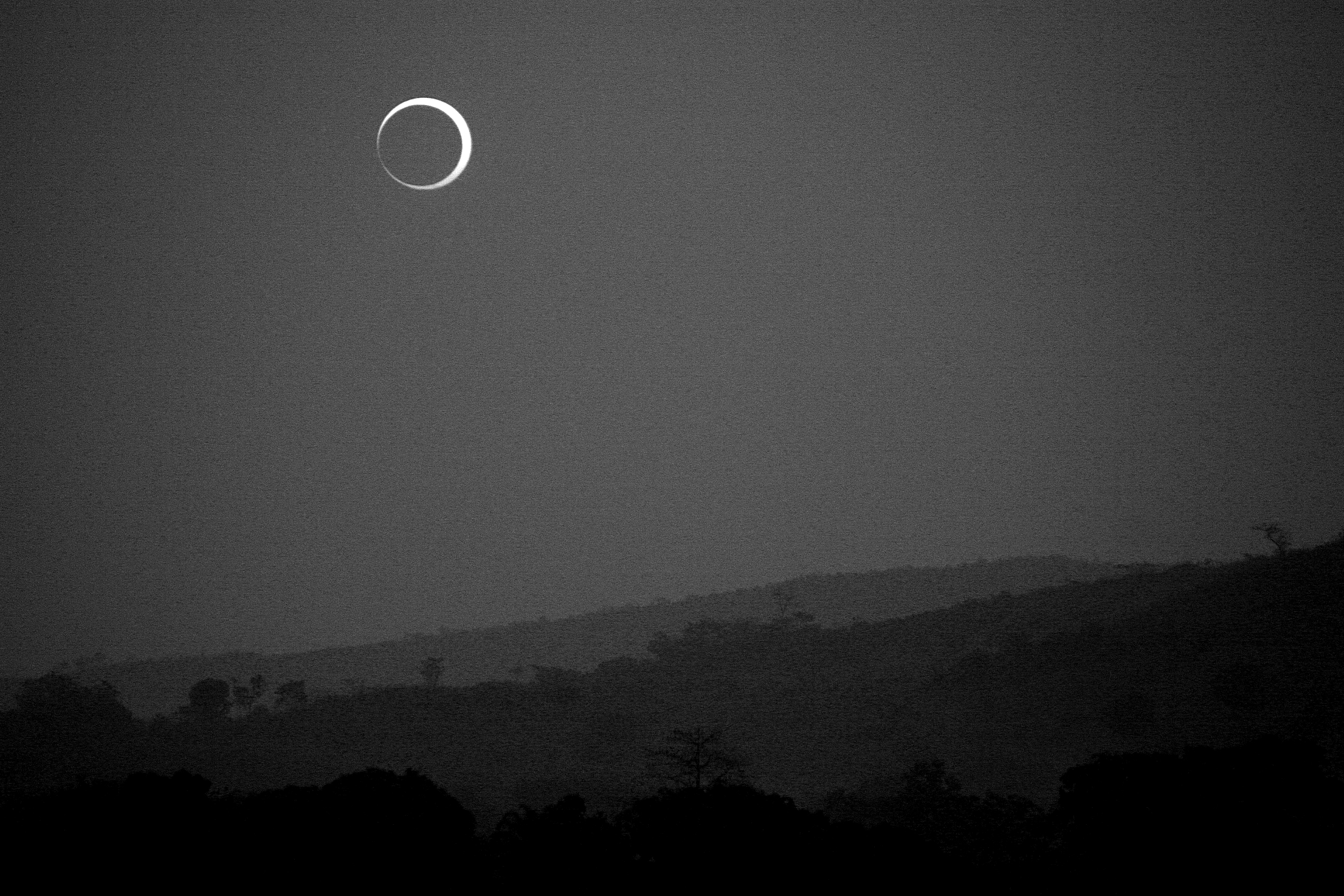
شروق الشمس في وسط أفريقيا يوم 15 يناير 2010.

كان كسوف الشمس الحلقي 15 كانون الثاني/يناير 2010  لمدة 11 دقيقة و8 ثوان هو أطول مدة كسوف منذ أكثر من 100 سنة. وقد حدث هذا الكسوف عندما كان القمر قبل يومين من وصوله إلى أبعد نقطة على مساره من الأرض. فكان القطر الظاهري للقمر 29′ 15″ والقطر الظاهري للشمس 32′ 52″ بحيث أخفى نحو 85 % من الشمس، وظهرت الشمس في هيئة الحلقة.
كان هذا الكسوف الحلقي الأطول منذ أكثر من ألف عام، وهو الأطول حتى الكسوف الحلقي اللاحق في 23 ديسمبر 3043 حيث من المنتظر أن يدوم لمدة 11 دقيقة 8و7 ثانية. (كان الكسوف الحلقي الذي سبقه يوم 4 يناير 1992 أطول زمنا 11 دقيقة و 41 ثانية وقد حدث في منطقة المحيط الهادي).

ويظهر هذا الكسوف كخسوف جزئي في معظم أفريقيا وشرق أوروبا والشرق الأوسط وفي أسيا. ويظهر ككسوف حلقي في حزام ضيق من الأرض عرضه نحو 300 كيلومتر مارا بوسط أفريقيا والمالديف وجنوب الهند وسيريلانكا وبعض أجزاء الصين.

## اقرأ أيضا
- كسوف الشمس
- خسوف القمر
- كسوف الشمس 13 نوفمبر 2012
- عبور كوكب
- انقلاب شمسي